# Pericallia lutea
Pericallia lutea là một loài bướm đêm thuộc phân họ Arctiinae, họ Erebidae.